# Cugnaux
Pour les articles ayant des titres homophones, voir Cugno et Cugnot.
Cugnaux, (Cunhaus [kuɲaws] en occitan, est une commune française située dans le nord du département de la Haute-Garonne, en région Occitanie. Sur le plan historique et culturel, la commune est dans le Pays toulousain, qui s’étend autour de Toulouse le long de la vallée de la Garonne, bordé à l’ouest par les coteaux du Savès, à l’est par ceux du Lauragais et au sud par ceux de la vallée de l’Ariège et du Volvestre.
Exposée à un climat océanique altéré, elle est drainée par le canal de Saint-Martory, l'Ousseau, le Roussimort et par divers autres petits cours d'eau.
Cugnaux est une commune urbaine qui compte 20 239 habitants en 2022, après avoir connu une forte hausse de la population depuis 1980. Elle appartient à l'unité urbaine de Toulouse et fait partie de l'aire d'attraction de Toulouse. Ses habitants sont appelés les Cugnalais ou  Cugnalaises.
Le patrimoine architectural de la commune comprend deux  immeubles protégés au titre des monuments historiques : le château de la Cassagnère, classé en 1979, et le Pavillon Louis XVI, classé en 1995.

## Géographie

### Localisation
La commune de Cugnaux se trouve dans le département de la Haute-Garonne, en région Occitanie.
Elle se situe à 11 km à vol d'oiseau de Toulouse, préfecture du département, et à 5 km de Tournefeuille, bureau centralisateur du canton de Tournefeuille dont dépend la commune depuis 2015 pour les élections départementales.
La commune fait en outre partie du bassin de vie de Toulouse.
Les communes les plus proches sont : 
Villeneuve-Tolosane (1,6 km), Frouzins (2,9 km), Roques (4,0 km), Roquettes (4,7 km), Plaisance-du-Touch (4,9 km), Pinsaguel (4,9 km), Seysses (5,1 km), Tournefeuille (5,2 km).
Sur le plan historique et culturel, Cugnaux fait partie du pays toulousain, une ceinture de plaines fertiles entrecoupées de bosquets d'arbres, aux molles collines semées de fermes en briques roses, inéluctablement grignotée par l'urbanisme des banlieues.
Cugnaux est limitrophe de cinq autres communes.
Les communes limitrophes sont Tournefeuille, Plaisance-du-Touch, Portet-sur-Garonne, Toulouse et Villeneuve-Tolosane.
|                    | Tournefeuille       | Toulouse           |
| Plaisance-du-Touch | Cugnaux             | Portet-sur-Garonne |
|                    | Villeneuve-Tolosane |                    |

### Géologie et relief
La commune est établie sur la deuxière terrasse de la Garonne sur une superficie de 1 301 hectares. Son altitude varie entre 150 et 170 mètres.

### Hydrographie

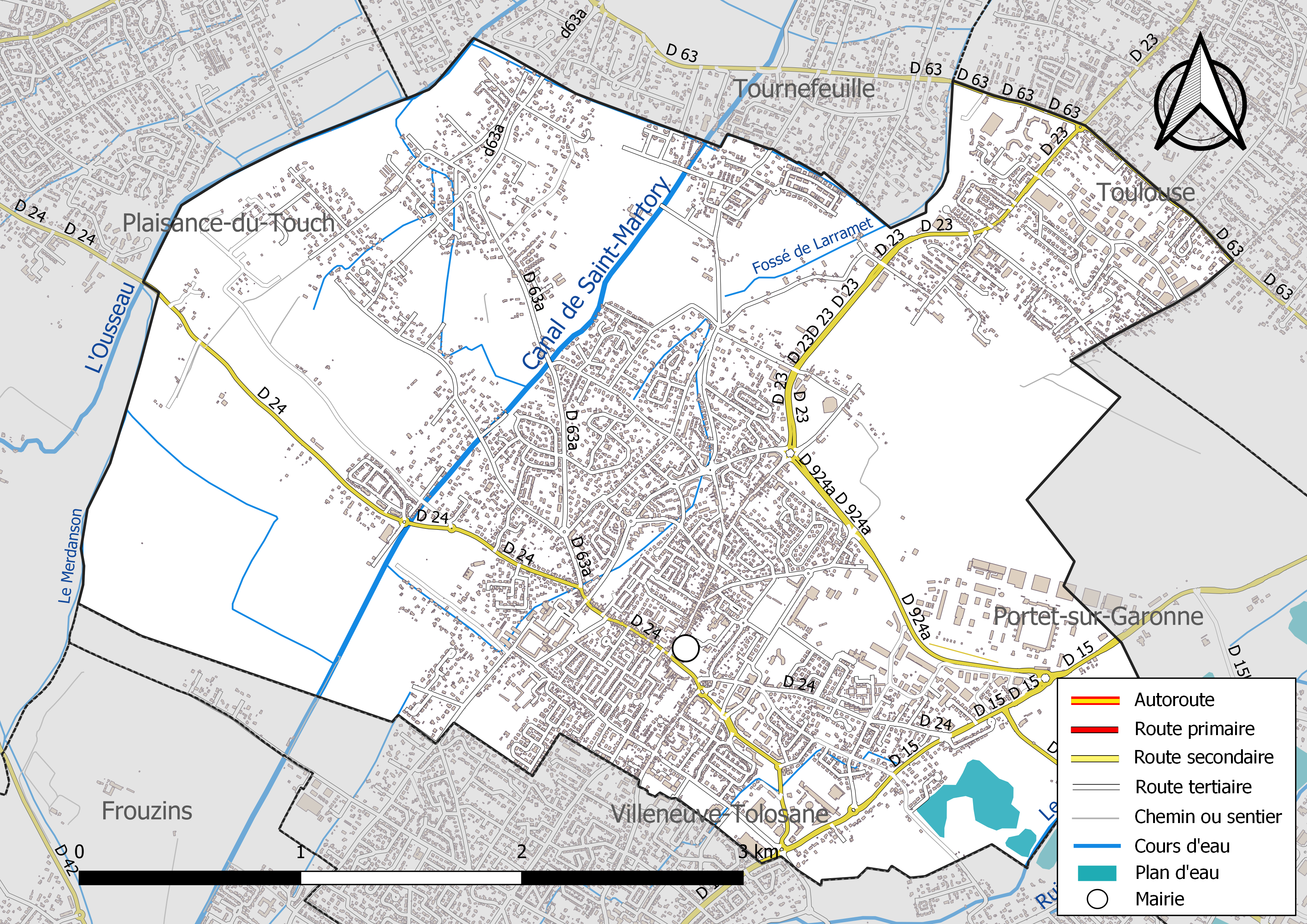
Réseaux hydrographique et routier de Cugnaux.

La commune est dans le bassin de la Garonne, au sein du bassin hydrographique Adour-Garonne. Elle est drainée par le canal de Saint-Martory, l'Ousseau, le Roussimort, Fossé de Larramet, le Merdanson et par divers petits cours d'eau, constituant un réseau hydrographique de 16 km de longueur totale,.
Le canal de Saint-Martory, d'une longueur totale de 71,2 km, prend sa source dans la commune de Saint-Martory et s'écoule du sud-ouest vers le nord-est. Il traverse la commune et se jette dans la Garonne à Toulouse, après avoir traversé 19 communes.
L'Ousseau, d'une longueur totale de 26,2 km, prend sa source dans la commune de Lherm et s'écoule du sud-ouest vers le nord-est. Il traverse la commune et se jette dans le Touch à Tournefeuille, après avoir traversé 10 communes.
Le Roussimort, d'une longueur totale de 15,8 km, prend sa source dans la commune de Muret et s'écoule du sud-ouest vers le nord-est. Il traverse la commune et se jette dans le ruisseau de la Saudrune à Portet-sur-Garonne, après avoir traversé 6 communes.

### Climat
Pour des articles plus généraux, voir Climat de l'Occitanie et Climat de la Haute-Garonne.
En 2010, le climat de la commune est de type climat du Bassin du Sud-Ouest, selon une étude s'appuyant sur une série de données couvrant la période 1971-2000. En 2020, Météo-France publie une typologie des climats de la France métropolitaine dans laquelle la commune est exposée à un climat océanique altéré et est dans la région climatique Aquitaine, Gascogne, caractérisée par une pluviométrie abondante au printemps, modérée en automne, un faible ensoleillement au printemps, un été chaud (19,5 °C), des vents faibles, des brouillards fréquents en automne et en hiver et des orages fréquents en été (15 à 20 jours).
Pour la période 1971-2000, la température annuelle moyenne est de 13,2 °C, avec une amplitude thermique annuelle de 15,9 °C. Le cumul annuel moyen de précipitations est de 657 mm, avec 8,8 jours de précipitations en janvier et 5,1 jours en juillet. Pour la période 1991-2020, la température moyenne annuelle observée sur la station météorologique installée sur la commune est de 14,3 °C et le cumul annuel moyen de précipitations est de 635,7 mm,. Pour l'avenir, les paramètres climatiques de la commune estimés pour 2050 selon différents scénarios d'émission de gaz à effet de serre sont consultables sur un site dédié publié par Météo-France en novembre 2022.
| Mois                                  | jan.            | fév.             | mars          | avril           | mai             | juin           | jui.            | août           | sep.          | oct.            | nov.            | déc.             | année    |
| ------------------------------------- | --------------- | ---------------- | ------------- | --------------- | --------------- | -------------- | --------------- | -------------- | ------------- | --------------- | --------------- | ---------------- | -------- |
| Température minimale moyenne (°C)     | 3,1             | 3,2              | 5,7           | 8               | 11,6            | 15,1           | 17              | 17,1           | 13,9          | 11              | 6,4             | 3,8              | 9,7      |
| Température moyenne (°C)              | 6,5             | 7,3              | 10,3          | 12,8            | 16,5            | 20,3           | 22,6            | 22,8           | 19,4          | 15,4            | 10              | 7,2              | 14,3     |
| Température maximale moyenne (°C)     | 9,9             | 11,3             | 15            | 17,6            | 21,3            | 25,5           | 28,1            | 28,6           | 24,8          | 19,8            | 13,7            | 10,7             | 18,9     |
| Record de froid (°C) date du record   | −19 16.01.1985  | −16,7 15.02.1956 | −7,4 01.03.05 | −4,1 07.04.1929 | 0,1 01.05.1960  | 4,5 14.06.1941 | 7 17.07.1922    | 7,3 21.08.1924 | 0 25.09.1931  | −2,6 31.10.1949 | −8,5 22.11.1998 | −13,4 28.12.1962 | −19 1985 |
| Record de chaleur (°C) date du record | 23,3 18.01.1924 | 24,8 25.02.1926  | 28,3 24.03.01 | 29,9 22.04.1927 | 33,9 29.05.1943 | 39,6 17.06.22  | 40,2 08.07.1982 | 44 08.08.1923  | 36 08.09.1966 | 35,4 12.10.1923 | 27 02.11.1924   | 26,9 22.12.1925  | 44 1923  |
| Précipitations (mm)                   | 56,4            | 38,8             | 43,7          | 65,2            | 74,7            | 59,2           | 42,5            | 42,6           | 50,5          | 52,4            | 58,2            | 51,5             | 635,7    |

### Milieux naturels et biodiversité
Aucun espace naturel présentant un intérêt patrimonial n'est recensé sur la commune dans l'inventaire national du patrimoine naturel,,.

## Urbanisme

### Typologie
Au 1er janvier 2024, Cugnaux est catégorisée grand centre urbain, selon la nouvelle grille communale de densité à sept niveaux définie par l'Insee en 2022.
Elle appartient à l'unité urbaine de Toulouse, une agglomération inter-départementale regroupant 81  communes, dont elle est une commune de la banlieue,,. Par ailleurs la commune fait partie de l'aire d'attraction de Toulouse, dont elle est une commune du pôle principal,. Cette aire, qui regroupe 527 communes, est catégorisée dans les aires de 700 000 habitants ou plus (hors Paris),.

### Occupation des sols

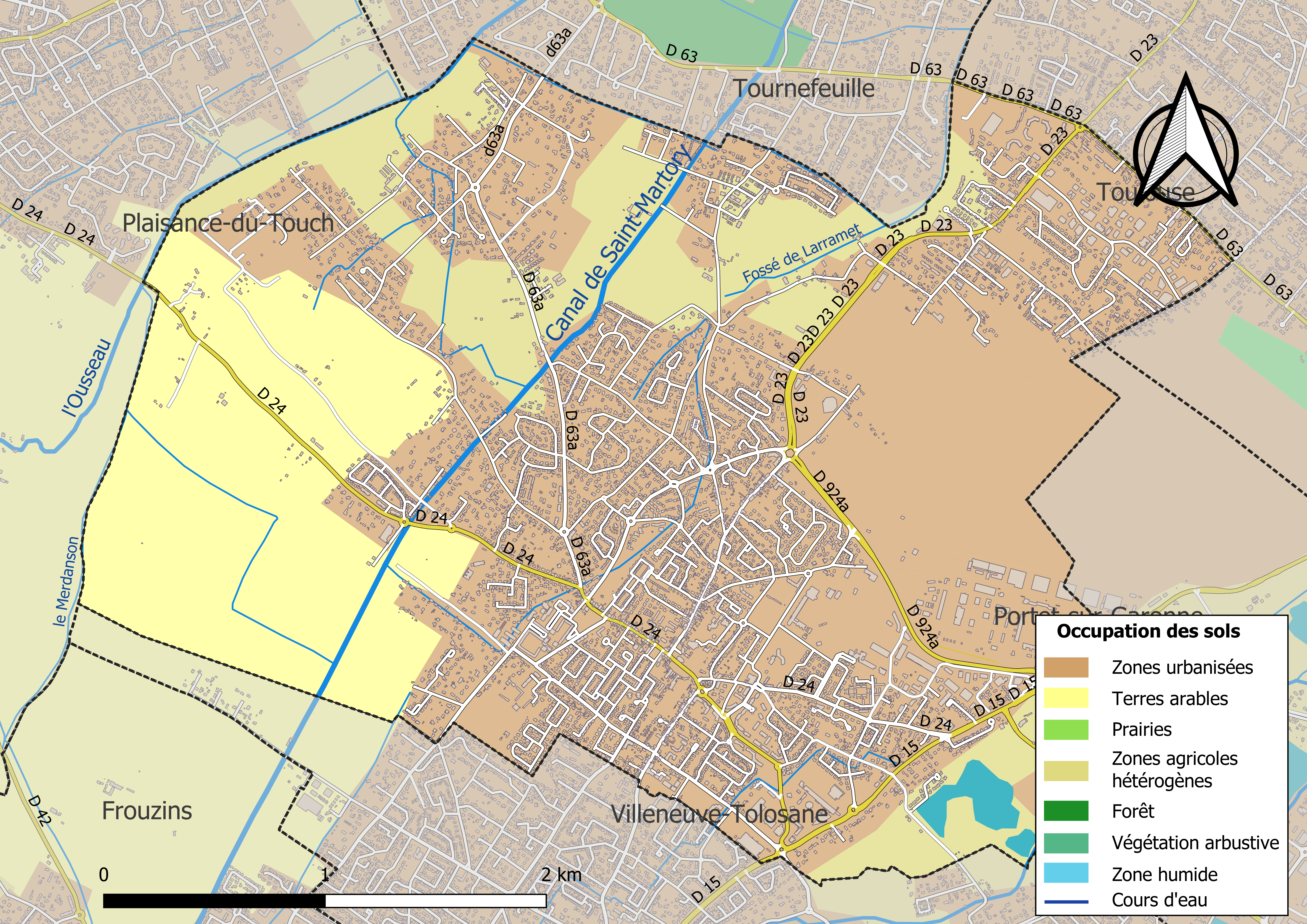
Carte des infrastructures et de l'occupation des sols de la commune en 2018 (CLC).

L'occupation des sols de la commune, telle qu'elle ressort de la base de données européenne d’occupation biophysique des sols Corine Land Cover (CLC), est marquée par l'importance des territoires artificialisés (65,2 % en 2018), en augmentation par rapport à 1990 (52,6 %). La répartition détaillée en 2018 est la suivante : 
zones urbanisées (48,1 %), terres arables (18,8 %), zones industrielles ou commerciales et réseaux de communication (17,1 %), zones agricoles hétérogènes (15,9 %). L'évolution de l’occupation des sols de la commune et de ses infrastructures peut être observée sur les différentes représentations cartographiques du territoire : la carte de Cassini (XVIIIe siècle), la carte d'état-major (1820-1866) et les cartes ou photos aériennes de l'IGN pour la période actuelle (1950 à aujourd'hui).

### Voies de communication et transports
Transport en commun: plusieurs lignes de bus Tisséo relient la commune au métro toulousain :
- la ligne L11 part de la station de métro Basso Cambo jusqu'à Frouzins, Cugnaux et Villeneuve-Tolosane en passant par le centre de la commune
- la ligne 48 part de la station de métro Basso Cambo jusqu'à Tournefeuille et Cugnaux en passant par le nord de la commune
- la ligne 53part de la station de métro Basso Cambo jusqu'à Tucaut et Cugnaux (Quartier de Toulouse) en passant par le nord de la commune
- la ligne 58 part de la station de métro Basso Cambo jusqu'à Muret, Seysses, Frouzins et Villeneuve-Tolosane en passant par le sud de la commune et le lycée Henri Matisse de Cugnaux ;
- la ligne 85part de la station de métro Basso Cambo jusqu'à la gare de Portet-sur-Garonne, Cugnaux et Villeneuve en passant par le sud de la commune et le lycée Henri Matisse de Cugnaux ;
- la ligne 87 part de la Cité Scolaire Rive-Gauche à Toulouse jusqu'à Frouzins, Cugnaux et Villeneuve-Tolosane en passant par le centre de la commune
- la ligne 321 part de la gare de Portet-sur-Garonne  jusqu'à Frouzins, Cugnaux et Villeneuve-Tolosane en passant par le centre de la commune
- Navette Municipal de la commune de Cugnaux

Aéroport de Toulouse Francazal : aviation d'affaires.

### Risques majeurs
Le territoire de la commune de Cugnaux est vulnérable à différents aléas naturels : météorologiques (tempête, orage, neige, grand froid, canicule ou sécheresse) et séisme (sismicité très faible). Un site publié par le BRGM permet d'évaluer simplement et rapidement les risques d'un bien localisé soit par son adresse soit par le numéro de sa parcelle.

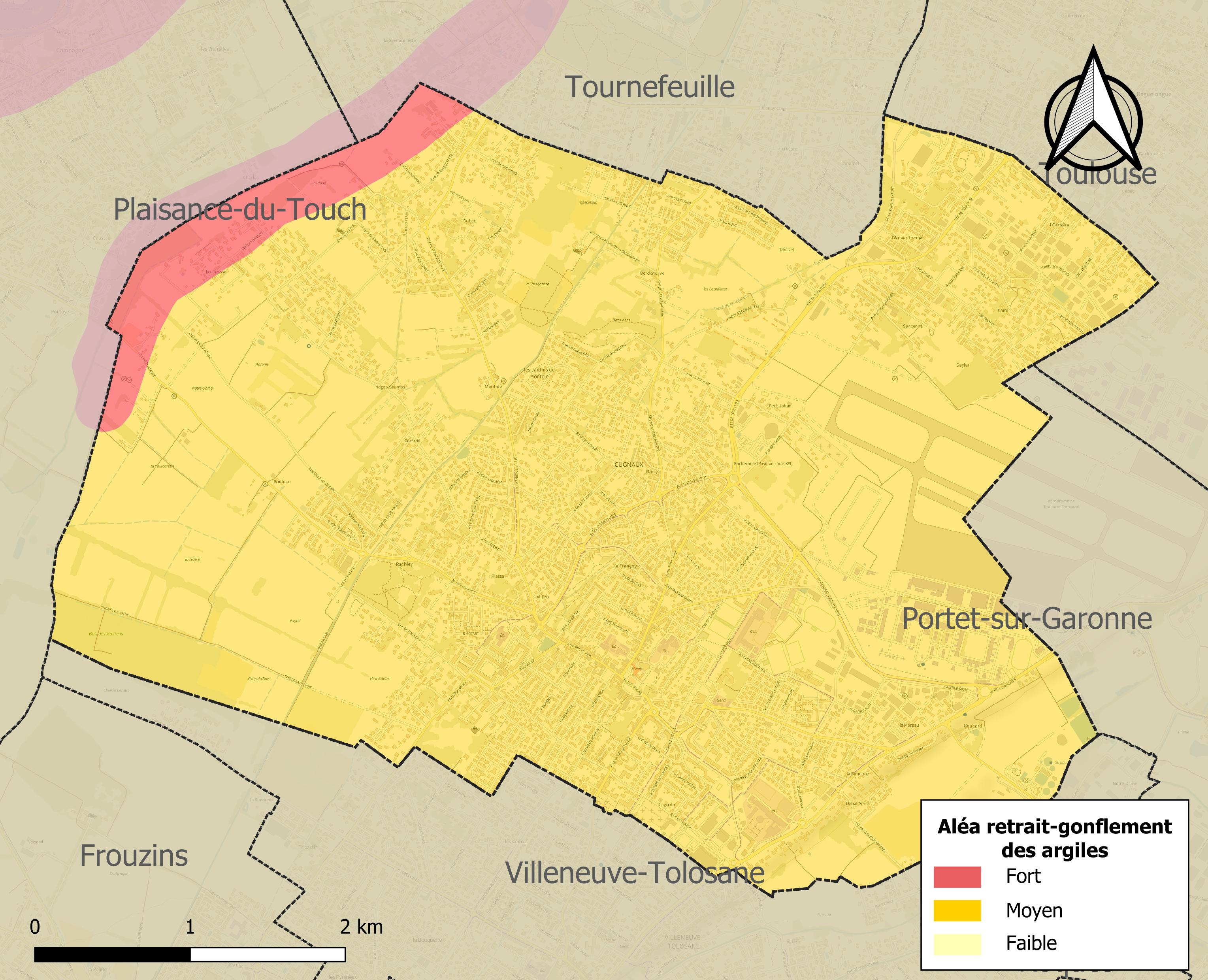
Carte des zones d'aléa retrait-gonflement des sols argileux de Cugnaux.

Le retrait-gonflement des sols argileux est susceptible d'engendrer des dommages importants aux bâtiments en cas d’alternance de périodes de sécheresse et de pluie. La totalité de la commune est en aléa moyen ou fort (88,8 % au niveau départemental et 48,5 % au niveau national). Sur les 4 681 bâtiments dénombrés sur la commune en 2019, 4 681 sont en aléa moyen ou fort, soit 100 %, à comparer aux 98 % au niveau départemental et 54 % au niveau national. Une cartographie de l'exposition du territoire national au retrait gonflement des sols argileux est disponible sur le site du BRGM,.
Par ailleurs, afin de mieux appréhender le risque d’affaissement de terrain, l'inventaire national des cavités souterraines permet de localiser celles situées sur la commune.
Concernant les mouvements de terrains, la commune a été reconnue en état de catastrophe naturelle au titre des dommages causés par la sécheresse en 2003, 2011 et 2020 et par des mouvements de terrain en 1999.

## Toponymie
En occitan, Cugnaux se dit Cunhaus (le "nh" occitan se prononce comme le "gn" français). Ainsi, le nom de Cugnaux viendrait du mot « cunh » qui signifie en Occitan « coin », l'instrument à fendre le bois.
Cette origine étymologique atteste de la caractéristique forestière du paysage cugnalais et du souci de défrichage des forêts durant le Moyen Âge ; ce défrichage qui permettait l'installation et la multiplication de nouveaux villages, de villes nouvelles, de villes neuves.

## Histoire

### Le «litige paroissial» entre Cugnaux et Villeneuve
Cugnaux possédait depuis 1239 une église paroissiale couvrant les territoires actuels de Cugnaux et Villeneuve-Tolosane, 2 communes qui n'en faisaient donc qu'une en ce qui concerne le domaine religieux. Cette ancienne église était située dans le cimetière lui aussi commun aux frontières des communes qui s'en disputaient donc la possession bien que les documents officiels aient toujours mentionné « paroisse Saint-Laurent de Cugnaux ».
Le litige fut vivace jusque dans la nuit du 4 au 5 mars 1824 où un incendie (criminel ?)[Selon qui ?] ravagea l'église. Depuis, dans le cimetière toujours commun, fut construite la chapelle Notre-Dame des Champs, de 1869 à 1876, à l'initiative de Paul de Boyer Montégut, propriétaire du château de Maurens et maire de Cugnaux.
Cette chapelle est dédiée à la Vierge car la tradition locale lui donne pour origine la découverte miraculeuse par un paysan d'une statue à cet endroit même. La statue est postée depuis sur un piédestal en arrière du tabernacle dans la chapelle.

### L'église Saint-Laurent de Cugnaux
Après l'incendie de la première église en 1824, à Cugnaux, une délibération décida l'acquisition d'un verger situé au carrefour des routes de Toulouse et de Plaisance-du-Touch. C'est au mois de novembre 1824 que l'ingénieur toulousain Julien Rivet dépose plan et devis de la nouvelle église dont on prévoit le coût à 44 200 francs.
Les travaux débutent en mars 1825 soit un an après l'incendie.
Pour la construire, la commune emprunte 6 000 francs remboursés par un impôt exceptionnel et l'État subventionne à hauteur de 1 000 francs. Pour arriver au compte il fallait rajouter la vente de biens communaux et une souscription auprès des paroissiens.
Comme l'ancienne, la nouvelle église est dédiée à saint Laurent et livrée au culte en 1827. Devenue trop petite face à la croissance déjà importante de la population à Cugnaux, l'église est agrandie dès 1853.
À la fin du XIXe siècle, 2 salles de service sont rajoutées et ce n'est qu'en 1936 que la façade sera achevée par l'architecte toulousain Jean-Louis Gilet.
Les briques roses que nous connaissons sont restées couvertes de crépi blanc jusqu'en 1975.

### Héraldique
| Cugnaux | Son blasonnement est : Coupé : au premier d'argent aux dix vergettes de sable brochantées d'un rameau d'olivier de sinople, au second d'azur à trois coins d'or. |

## Politique et administration

### Administration municipale
Le nombre d'habitants au recensement de 2017 étant compris entre 10 000 habitants et 19 999 habitants, le nombre de membres du conseil municipal pour l'élection de 2020 est de trente-trois,.

### Rattachements administratifs et électoraux
Commune faisant partie de la septième circonscription de la Haute-Garonne, de Toulouse Métropole et du canton de Tournefeuille.

### Jumelage
- Cavarzere (Italie) depuis 2002[26].

### Politique de développement durable
La commune a engagé une politique de développement durable en lançant une démarche d'Agenda 21.
Dans son palmarès 2016, le Conseil national de villes et villages fleuris de France a renouvelé son attribution de une fleur à la commune au Concours des villes et villages fleuris.

### Finances locales
Cette sous-section présente la situation des finances communales de Cugnaux.
Pour l'exercice 2013, le compte administratif du budget municipal de Cugnaux s'établit à  29 782 000 € en dépenses et 31 118 000 € en recettes :
En 2013, la section de fonctionnement se répartit en 20 776 000 €  de charges (1 295 € par habitant) pour 19 820 000 € de produits (1 236 € par habitant), soit un solde de −956 000 € (−60 € par habitant), :
- le principal pôle de dépenses de fonctionnement est celui des charges de personnel[Note 7] pour un montant de 12 081 000 € (58 %), soit 753 € par habitant, ratio supérieur de 18 % à la valeur moyenne pour les communes de la même strate (636 € par habitant). En partant de 2009 et jusqu'à 2013, ce ratio augmente de façon continue de 617 € à 753 € par habitant ;
- la plus grande part des recettes est constituée des impôts locaux[Note 8] pour une valeur de 7 004 000 € (35 %), soit 437 € par habitant, ratio inférieur de 14 % à la valeur moyenne pour les communes de la même strate (511 € par habitant). Sur la période 2009 - 2013, ce ratio augmente de façon continue de 381 € à 437 € par habitant.

Les taux des taxes ci-dessous sont votés par la municipalité de Cugnaux. Ils ont varié de la façon suivante par rapport à 2012 :
- la taxe d'habitation sans variation 13,90 % ;
- la taxe foncière sur le bâti constante 23,70 % ;
- celle sur le non bâti égale 118,25 %.

La section investissement se répartit en emplois et ressources. Pour 2013, les emplois comprennent par ordre d'importance :
- des dépenses d'équipement[Note 10] pour une valeur totale de 7 899 000 € (88 %), soit 492 € par habitant, ratio supérieur de 27 % à la valeur moyenne pour les communes de la même strate (387 € par habitant). Sur la période 2009 - 2013, ce ratio fluctue et présente un minimum de 177 € par habitant en 2010 et un maximum de 492 € par habitant en 2013 ;
- des remboursements d'emprunts[Note 11] pour une valeur totale de 808 000 € (9 %), soit 50 € par habitant, ratio inférieur de 41 % à la valeur moyenne pour les communes de la même strate (85 € par habitant).

Les ressources en investissement de Cugnaux se répartissent principalement en :
- nouvelles dettes pour une valeur de 7 800 000 € (69 %), soit 486 € par habitant, ratio supérieur de 412 % à la valeur moyenne pour les communes de la même strate (95 € par habitant). En partant de 2009 et jusqu'à 2013, ce ratio fluctue et présente un minimum de 62 € par habitant en 2011 et un maximum de 486 € par habitant en 2013 ;
- subventions reçues pour une valeur de 489 000 € (4 %), soit 30 € par habitant, ratio inférieur de 57 % à la valeur moyenne pour les communes de la même strate (70 € par habitant).

L'endettement de Cugnaux au 31 décembre 2013 peut s'évaluer à partir de trois critères : l'encours de la dette, l'annuité de la dette et sa capacité de désendettement :
- l'encours de la dette pour une valeur de 17 917 000 €, soit 1 117 € par habitant, ratio supérieur de 16 % à la valeur moyenne pour les communes de la même strate (964 € par habitant). Sur les 5 dernières années, ce ratio fluctue et présente un minimum de 630 € par habitant en 2011 et un maximum de 1 117 € par habitant en 2013[A2 5] ;
- l'annuité de la dette pour  1 197 000 €, soit 75 € par habitant, ratio inférieur de 36 % à la valeur moyenne pour les communes de la même strate (118 € par habitant). Sur la période 2009 - 2013, ce ratio diminue de façon continue de 110 € à 75 € par habitant[A2 5] ;
- la capacité d'autofinancement (CAF) pour un montant de −521 000 €, négligeable compte tenu du nombre d’habitants de la commune et inférieur de 118 % à la valeur moyenne pour les communes de la même strate (180 € par habitant). Sur les 5 dernières années, ce ratio fluctue et présente un minimum de −32 € par habitant en 2013 et un maximum de 121 € par habitant en 2010[A2 6]. La capacité de désendettement est très élevé, de plus de 50 années en 2013. Sur une période de 14 années, ce ratio présente un minimum d'environ 4 années en 2008 et un maximum en 2013.

## Population et société

### Démographie
| 1793 | 1800 | 1806 | 1821 | 1831 | 1836 | 1841 | 1846 | 1851 |
| ---- | ---- | ---- | ---- | ---- | ---- | ---- | ---- | ---- |
| 633  | 690  | 779  | 902  | 882  | 919  | 854  | 916  | 918  |

| 1856 | 1861 | 1866 | 1872 | 1876 | 1881  | 1886  | 1891  | 1896 |
| ---- | ---- | ---- | ---- | ---- | ----- | ----- | ----- | ---- |
| 907  | 945  | 964  | 964  | 982  | 1 016 | 1 062 | 1 016 | 966  |

| 1901  | 1906  | 1911 | 1921 | 1926  | 1931  | 1936  | 1946  | 1954  |
| ----- | ----- | ---- | ---- | ----- | ----- | ----- | ----- | ----- |
| 1 012 | 1 021 | 882  | 904  | 1 026 | 1 097 | 2 033 | 1 576 | 3 040 |

| 1962  | 1968  | 1975  | 1982  | 1990   | 1999   | 2006   | 2011   | 2016   |
| ----- | ----- | ----- | ----- | ------ | ------ | ------ | ------ | ------ |
| 2 989 | 5 228 | 9 516 | 9 461 | 11 311 | 12 997 | 16 019 | 16 049 | 17 771 |

| 2021   | 2022   | - | - | - | - | - | - | - |
| ------ | ------ | - | - | - | - | - | - | - |
| 20 341 | 20 239 | - | - | - | - | - | - | - |

| selon la population municipale des années : | 1968 | 1975 | 1982 | 1990 | 1999 | 2006 | 2009 | 2013 |
| Rang de la commune dans le département      | 7    | 6    | 8    | 8    | 7    | 6    | 7    | 7    |
| Nombre de communes du département           | 592  | 582  | 586  | 588  | 588  | 588  | 589  | 589  |

## Vie locale

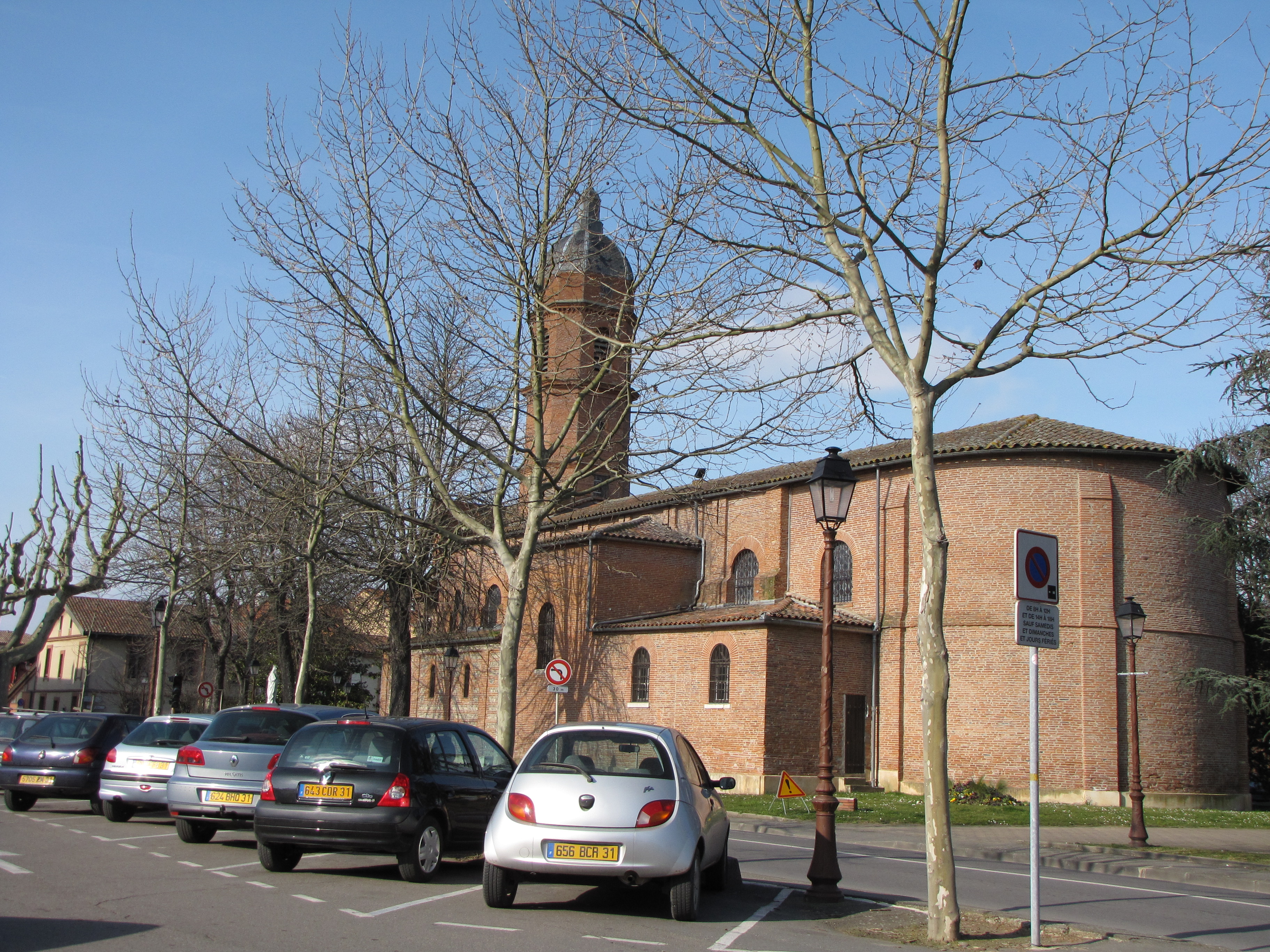
L'église du père Joseph.

### Insolite
En 2007, le maire de Cugnaux, Philippe Guérin, a pris un arrêté « interdisant à toute personne ne disposant pas de caveau (...) de décéder sur le territoire de la commune », et menaçant les contrevenants de sévères sanctions,.
Un arrêté similaire a été pris à Sarpourenx, dans les Pyrénées-Atlantiques, ainsi que dans plusieurs autres villes dans le monde.

### Enseignement
Cugnaux fait partie de l'académie de Toulouse.
L'éducation est assurée sur la commune par cinq écoles maternelles (Jean-Jaurès ; Christian-Blanc ; Léon-Blum ; Eugène-Montel ; Claudie Haigneré), cinq écoles élémentaires (Jean-Jaurès ; Christian-Blanc ; Léon-Blum ; Eugène-Montel ; Claudie Haigneré), un collège (Montesquieu) et un lycée d'enseignement général et technologique (Henri-Matisse) proposant la plupart des enseignements de spécialités (à l'exception de SI et les filières arts et sportives notamment) en plus de la filière technologique STMG ainsi que  quelques BTS. Le Conseil départemental de la Haute-Garonne a également acté en janvier 2022 la réalisation d'un second collège sur la commune de Cugnaux à l'horizon 2027.

### Social
Ouvert en septembre 2021, le relais solidaire regroupe les associations humanitaires et sociales de proximité dont l'épicerie sociale.

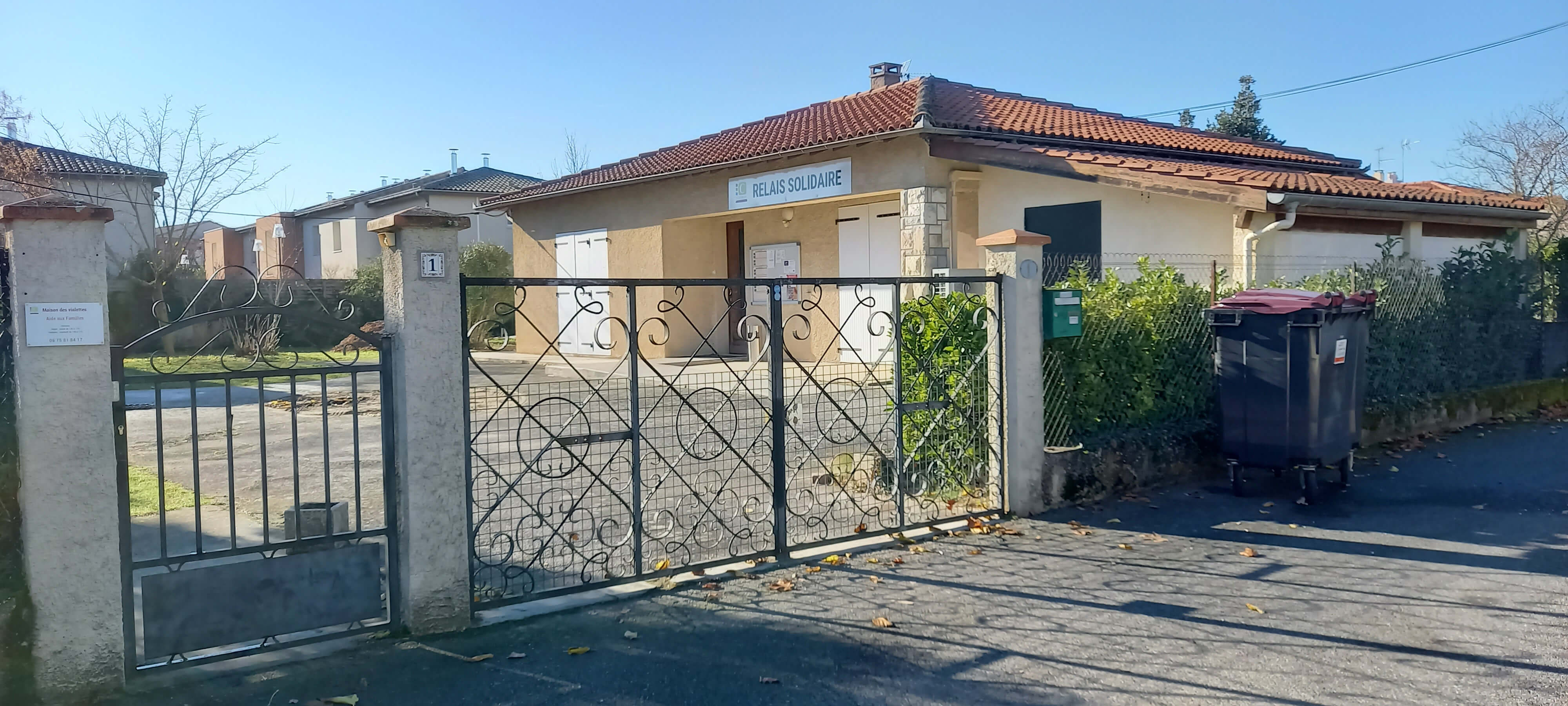
Relais Solidaire.

### Démocratie participative
Le 29 novembre 2020 a été créé le Conseil Démocratique, une assemblée réunissant 11 citoyens volontaires, 11 citoyens tirés au sort et 11 élus. Les membres du Conseil Démocratique sont élus pour un mandat de 2 ans et bénéficient d'un budget participatif de 100 000 € pour la réalisation de leurs projets. L'objectif de ce conseil est de promouvoir la participation des habitants à la vie de leur commune. Le règlement intérieur a été adopté le 25 novembre 2021
Le 15 septembre 2021 a également été créé le Conseil des Sages, une assemblée réunissant des citoyens âgés de 55 ans ou plus. Il s'agit d'une instance de réflexion dédiée aux seniors et dont l'objectif est de conseiller le maire sur des sujets d'intérêts communaux, sur demande du maire ou sur sa propre initiative.

### Cultes

#### Catholique
Église Saint-Laurent

#### Bouddhisme
Temple bouddhiste

### Culture et festivité
- Le Quai des Arts (2015) est un équipement culturel municipal qui compte en son sein une Médiathèque - devenue gratuite en décembre 2020 - un Centre d'Arts Visuels et le Conservatoire de la ville.

En 2020, la ville de Cugnaux a obtenu le classement en Conservatoire à rayonnement communal (CRC) de son école des enseignements artistiques (EMEA).
Festivités :
- ARTEMPO, salon des Arts Plastiques (janvier/février)
- Carnaval (mars)
- Festival des Arts du Cirque (juillet)
- 14 juillet : Bal Républicain et feu d'artifice
- Cugnaux fête la rentrée, Forum des Associations (septembre)
- Place aux Arts, valorisation de la pratique amateur locale (décembre)
- Cugnaux fête Noël (décembre)

### Activités sportives
- Jeunesse sportive cugnalaise
- Jeunesse Cugnaux-Villeneuve Tennis de table

### Écologie et recyclage
La collecte et le traitement des déchets des ménages et des déchets assimilés ainsi que la protection et la mise en valeur de l'environnement se font dans le cadre de la métropole de Toulouse Métropole. Sur la commune, il existe une déchèterie.
Sur la commune de Cugnaux, une décharge non autorisée de pneus usagés a été établie par la société Press'Pneu, mise en liquidation judiciaire en 2002, abandonnant sur le site 8 000 à 10 000 tonnes de pneus usagés. Une partie du dépôt a été évacuée en 2004, les opérations étant financées par l'ADEME, en 2005, il restait encore sur site 4 000 tonnes de pneus auxquels s'ajoutent une quantité indéterminée utilisée en remblaiement, l'administration étant en contentieux avec les producteurs, les Sociétés Norauto, Feu Vert et Euromaster.

## Économie

### Revenus
En 2018  (données Insee publiées en septembre 2021), la commune compte 7 892 ménages fiscaux, regroupant 18 190 personnes. La médiane du revenu disponible par unité de consommation est de 23 100 € (23 140 € dans le département). 58 % des ménages fiscaux sont imposés (55,3 % dans le département).

### Emploi
|                | 2008  | 2013   | 2018  |
| -------------- | ----- | ------ | ----- |
| Commune        | 7,9 % | 10,2 % | 9,7 % |
| Département    | 7,7 % | 9,6 %  | 9,3 % |
| France entière | 8,3 % | 10 %   | 10 %  |

En 2018, la population âgée de 15 à 64 ans s'élève à 11 397 personnes, parmi lesquelles on compte 77,2 % d'actifs (67,5 % ayant un emploi et 9,7 % de chômeurs) et 22,8 % d'inactifs,. Depuis 2008, le taux de chômage communal (au sens du recensement) des 15-64 ans est supérieur à celui du département, mais inférieur à celui de la France.
La commune fait partie du pôle principal de l'aire d'attraction de Toulouse,. Elle compte 5 068 emplois en 2018, contre 5 016 en 2013 et 5 172 en 2008. Le nombre d'actifs ayant un emploi résidant dans la commune est de 7 792, soit un indicateur de concentration d'emploi de 65 % et un taux d'activité parmi les 15 ans ou plus de 61,6 %.
Sur ces 7 792 actifs de 15 ans ou plus ayant un emploi, 1 553 travaillent dans la commune, soit 20 % des habitants. Pour se rendre au travail, 79,1 % des habitants utilisent un véhicule personnel ou de fonction à quatre roues, 8,1 % les transports en commun, 10,1 % s'y rendent en deux-roues, à vélo ou à pied et 2,7 % n'ont pas besoin de transport (travail au domicile).

### Activités hors agriculture

#### Secteurs d'activités
1 543 établissements sont implantés  à Cugnaux au 31 décembre 2019. Le tableau ci-dessous en détaille le nombre par secteur d'activité et compare les ratios avec ceux du département,.
| Secteur d'activité                                                                                        | Commune | Commune | Département |
| Secteur d'activité                                                                                        | Nombre  | %       | %           |
| --- | ------- | ------- | ----------- |
| Ensemble                                                                                                  | 1 543   | 100 %   | (100 %)     |
| Industrie manufacturière, industries extractives et autres                                                | 89      | 5,8 %   | (5,7 %)     |
| Construction                                                                                              | 248     | 16,1 %  | (12 %)      |
| Commerce de gros et de détail, transports, hébergement et restauration                                    | 378     | 24,5 %  | (25,9 %)    |
| Information et communication                                                                              | 45      | 2,9 %   | (4,1 %)     |
| Activités financières et d'assurance                                                                      | 62      | 4 %     | (3,8 %)     |
| Activités immobilières                                                                                    | 61      | 4 %     | (4,2 %)     |
| Activités spécialisées, scientifiques et techniques et activités de services administratifs et de soutien | 266     | 17,2 %  | (19,8 %)    |
| Administration publique, enseignement, santé humaine et action sociale                                    | 273     | 17,7 %  | (16,6 %)    |
| Autres activités de services                                                                              | 121     | 7,8 %   | (7,9 %)     |

Le secteur du commerce de gros et de détail, des transports, de l'hébergement et de la restauration est prépondérant sur la commune puisqu'il représente 24,5 % du nombre total d'établissements de la commune (378 sur les 1543 entreprises implantées  à Cugnaux), contre 25,9 % au niveau départemental.

#### Entreprises et commerces
Les cinq entreprises ayant leur siège social sur le territoire communal qui génèrent le plus de chiffre d'affaires en 2020 sont : 
- Marina SA, hypermarchés (47 732 k€) ;
- Builder Systems, commerce de gros (commerce interentreprises) non spécialisé (27 240 k€) ;
- Entreprise Seva - Eos, construction de réseaux électriques et de télécommunications (17 393 k€) ;
- Toulouse Carrelages, travaux de revêtement des sols et des murs (15 204 k€) ;
- Chrisdis, supermarchés (15 013 k€).

Autres entreprises :
- Conception et production de parfums (Parfum Berdoues) ;
- Zone militaire de Toulouse-Francazal (base aérienne 101, fermée en janvier 2011) remplacée par l'aéroport civil Toulouse Francazal, le 1er régiment du train parachutiste restant toujours sur la partie nord-est de la zone militaire.

### Agriculture
|               | 1988 | 2000 | 2010 | 2020 |
| ------------- | ---- | ---- | ---- | ---- |
| Exploitations | 25   | 5    | 3    | 2    |
| SAU (ha)      | 368  | 82   | nd   | 33   |

La commune est dans « les Vallées », une petite région agricole consacrée à la polyculture sur les plaines et terrasses alluviales qui s’étendent de part et d’autre des sillons marqués par la Garonne et l’Ariège. En 2020, l'orientation technico-économique de l'agriculture  sur la commune est la culture de céréales et/ou d'oléoprotéagineuses. Deux exploitations agricoles ayant leur siège dans la commune sont dénombrées lors du recensement agricole de 2020 (25 en 1988). La superficie agricole utilisée est de 33 ha,,.

## Culture locale et patrimoine

### Lieux et monuments
- Le château de Hautpoul
- Le château de Maurens du XVIe siècle
- Le château de la Cassagnère du XVIIIe siècle, classé monument historique.
- Le pavillon Louis XVI et son parc, l'ensemble classé monument historique.
- L'église Saint-Laurent de Cugnaux située au centre du village.
- La chapelle Notre-Dame des Champs du cimetière 53 rue de la Vieille Église.
- Le monument aux morts des guerres mondiales et des guerres dans les colonies françaises.
- Le canal de Saint-Martory.

### Personnalités liées à la commune
- Daniel Bravo (né en 1963), ancien footballeur.
- Paul de Cordon
- Jean Dardé
- Richard Toutain (né en 1959), ancien footballeur.
- Julien Sarraute
- Spook & The Guay, groupe de rock.
- Abdelmadjid Kaouah (né en 1954), écrivain algérien.
- Gaël Clichy (né en 1985), joueur de football évoluant à Servette FC, il est également passé par Manchester City.
- Ugo Didier (né en 2001), champion du monde de natation handisport[51],[52],[53].
- Bernard Cadène (né en 1942), peintre, sculpteur, affichiste et publicitaire français.
- Sabrina Labiod (née en 1986), ancienne footballeuse passée par le TFC.

## Pour approfondir